# Pedro Luis García Pérez
Pedro Luis García Pérez   (Cartagena, 23 de març de 1938 - 2 de gener de 2025) va ser un físic espanyol, acadèmic de la Reial Acadèmia de Ciències Exactes, Físiques i Naturals.

## Biografia
El 1960 es llicencià en física la Universitat Complutense de Madrid i el 1967 es doctorà en matemàtiques per la Universitat de Barcelona. De 1961 a 1963 fou professor a la Universitat de Carabobo (Veneçuela) i de 1964 a 1968 ho fou a la de Barcelona. De 1969 a 1971 fou professor agregat a la Universitat Complutense de Madrid fins que el 1971 assolí la càtedra de geometria i topologia a la Universitat de Salamanca, càrrec que va ocupar fins a la seva jubilació en 2008. de 1987 a 1988 fou director del Departament de Matemàtiques i de 1990 a 1996 degà de la Facultat de Ciències d'aquesta universitat.
Ha investigat les interrelacions entre la geometria diferencial i la física matemàtica i ha fet aportacions la Teoria Clàssica de Camps, la geometria simplèctica, a la geometria de la teoria de gauge, al càlcul de variacions d'ordre superior i a la teoria d'invariants diferenciables.
De 1982 a 1988 ha estat president de la Reial Societat Matemàtica Espanyola. Durant el seu mandat va impulsar la Revista Matemática Iberoamericana i la participació d'Espanya a l'Olimpíada Matemàtica Internacional el 1983. De 1984 a 1989 fou president de la Confederació Espanyola de Centres d'Investigació Matemàtica i Estadística del CSIC. Del 1990 al 1996 fou membre dels Consells Acadèmics de l'Acadèmia de Policia d'Àvila i dels Estudis d'Aviació Civil de Salamanca i en 2005 fou escollit acadèmic de número de la Reial Acadèmia de Ciències Exactes, Físiques i Naturals (de la que n'era corresponent des de 1988), ingressant en 2008 amb el discurs «Sobre la naturaleza variacional de la ley física».

## Obres
- The Poincaré-Cartan invariant in the Calculus of Variations. (1974)
- Tangent structure of Yang-Mills equations and hodge theory (1980)
- Differential invariants on the bundles of g-structures (1989) amb J. Muñoz Masqué